# Horton (Dorset)
Horton è un villaggio e parrocchia civile dell'Inghilterra, appartenente alla contea del Dorset.